# ایندیا د بوفور
ایندیا د بوفور (به انگلیسی: India de Beaufort) (زاده ۲۷ ژوئن ۱۹۸۷) بازیگر انگلیسی است.
از کارهای معروف او می‌توان به بازی در فیلم‌های بدو چاقالو بدو، کیمی و سلامبرلند اشاره کرد.